# De vondst van het lichaam van de heilige Marcus
De vondst van het lichaam van de heilige Marcus (Italiaans: Il Ritrovamento del corpo di San Marco) is een schilderij van Tintoretto. Hij maakte het tussen 1562 en 1566 voor de Scuola Grande di San Marco.  Sinds 1808 maakt het schilderij deel uit van de collectie van de Pinacoteca di Brera in Milaan.

## Voorstelling
De traditionele titel geeft aan dat het schilderij laat zien hoe het lichaam van de heilige Marcus gevonden wordt, maar dit is gebaseerd op een misinterpretatie door Carlo Ridolfi in zijn werk Le meraviglie dell’arte (1648). Het schilderij verbeeldt niet de vondst van het lichaam, maar toont de wonderen van Marcus in de kerk van Baucalis in Alexandrië. Dit verhaal is te vinden in de Legenda Aurea van Jacobus de Voragine, die Tintoretto als bron gebruikte voor zijn werken over de heilige Marcus. Jacopo Sansovino had over hetzelfde onderwerp eerder al reliëfs gemaakt voor de Basiliek van San Marco. 
Marcus staat aan de uiterste linkerzijde van het schilderij, met zijn voeten op de grond, zoals in de iconografie gebruikelijk was voor een levend persoon. Als het ging om een verschijning na zijn dood, zou de heilige vliegend worden afgebeeld. Marcus verricht diverse wonderen, hij geneest zieken, wekt doden tot leven en drijft demonen uit. De demonische geest die uit de mond van een bezeten man komt, wordt door Tintoretto op inventieve wijze weergegeven als vluchtige rookwolken die zich verspreiden door het kerkinterieur. De mannen die de graven leeghalen zijn niet op zoek naar het Marcus' lichaam, maar hopen dat hij nog meer doden tot leven kan wekken.
De stijl van het schilderij is kenmerkend voor het Venetiaans maniërisme, waarvan Tintoretto een van de belangrijkste vertegenwoordigers was. Het werk toont een afwijkende compositie, met het verdwijnpunt linksachter en de hoofdfiguur aan de linkerzijde in plaats van op een centrale positie. De schilder maakt gebruik van donkere kleuren, onderbroken door plotselinge lichtflitsen, en vermijdt strikte orde en symmetrie. Het licht speelt een cruciale, expressieve rol en draagt bij aan de dynamiek van de voorstelling.

## Herkomst
Tommaso Rangone, Guardian Grande (voorzitter) van de Scuola Grande di San Marco, bestelde het schilderij in juni 1562, samen met De redding van het lichaam van de heilige Marcus en De heilige Marcus redt een Saraceen tijdens een schipbreuk, voor de kapittelzaal van de scuola. Rangone is prominent afgebeeld in het midden van de compositie als de knielende man gekleed in een patriciërstoga. De cyclus van drie werken moet uiterlijk in 1566 voltooid zijn geweest. In dat jaar zag Giorgio Vasari ze tijdens zijn bezoek aan Venetië.
In de tijd van Napoleon werd De vondst van het lichaam van de heilige Marcus naar de Pinacoteca di Brera gestuurd (1808). Na een tijdelijke verplaatsing in 1847 naar de San Marco in Milaan, keerde het schilderij in 1886 definitief terug naar het museum. De andere doeken uit de cyclus bevinden zich in de Gallerie dell'Accademia in Venetië.

## Afbeeldingen

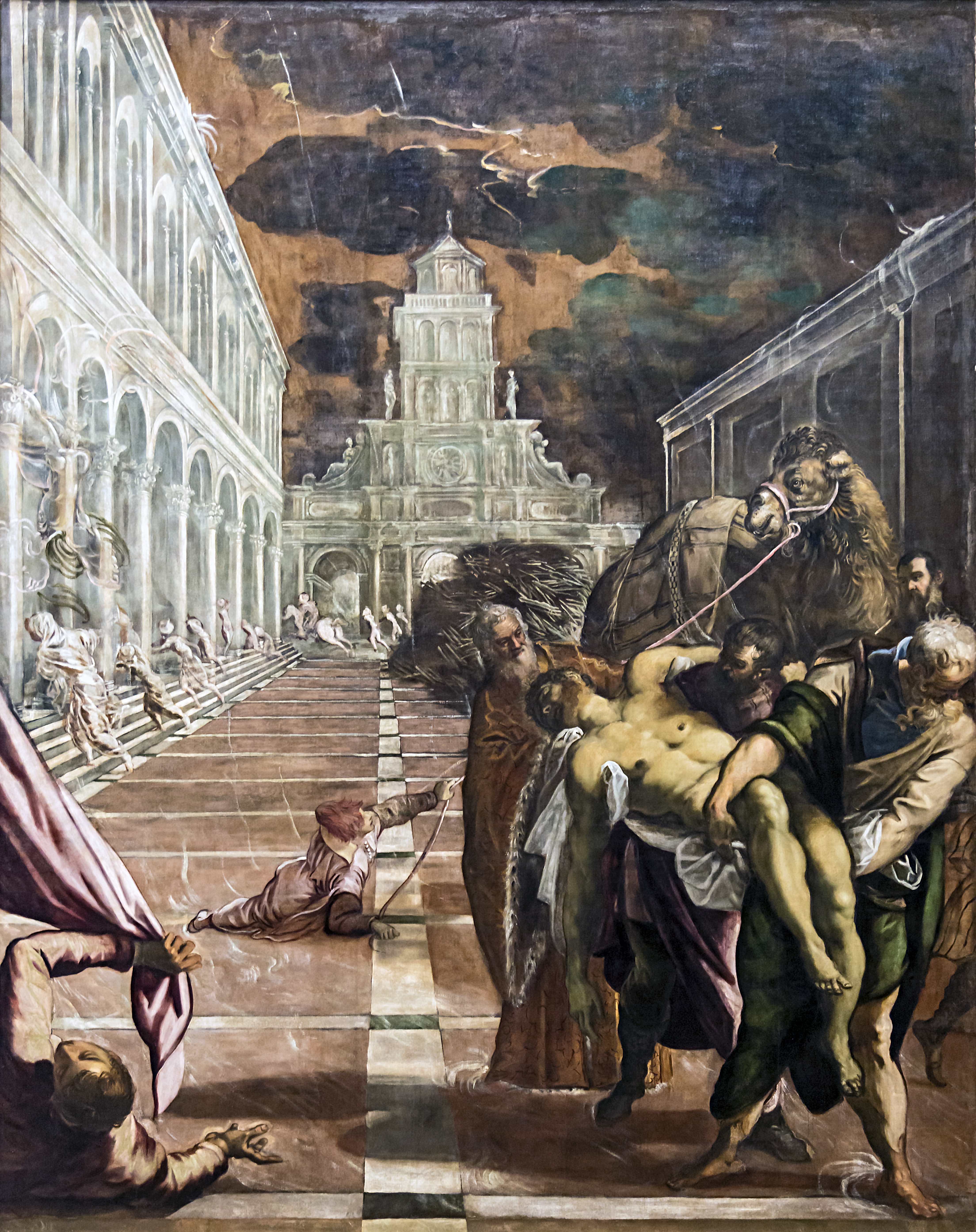
De redding van het lichaam van de heilige Marcus
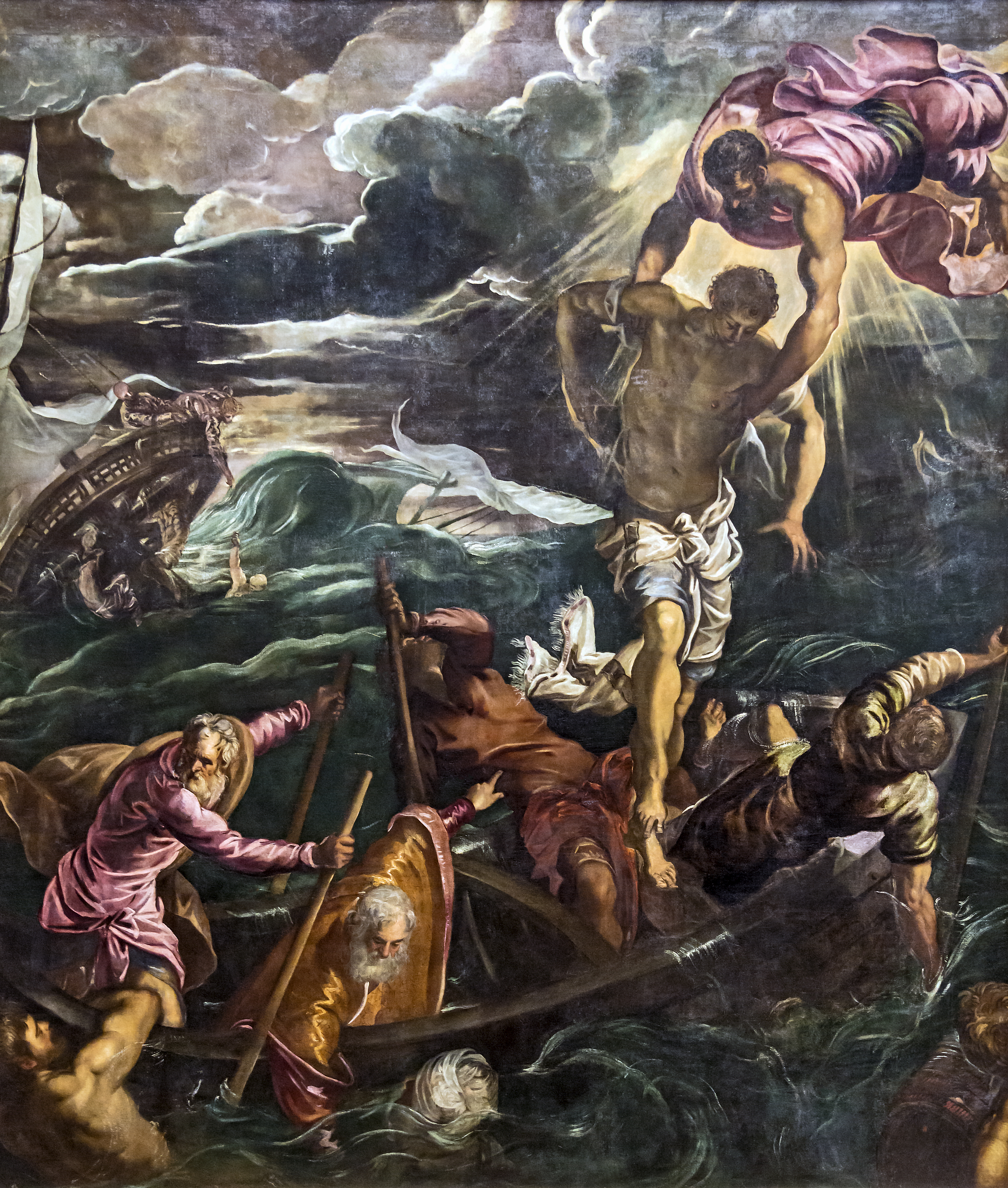
De heilige Marcus redt een Saraceen tijdens een schipbreuk